# Marinhac e las Claras
Marinhac e las Claras (francès Marignac-Lasclares) és un municipi del departament francès de l'Alta Garona, a la regió d'Occitània.